# Colpaster
Genre
Colpaster est un genre d'étoiles de mer de la famille des Freyellidae.

## Liste d'espèces
Selon World Register of Marine Species (19 janvier 2015) :
- Colpaster edwardsi (Perrier, 1882) -- Atlantique nord
- Colpaster scutigerula Sladen, 1889 -- Atlantique tropical